# 19148 Аляска
19148 Аля́ска (1989 YA5, 1991 HX, 1996 BZ10, 19148 Alaska) — астероїд головного поясу, відкритий 28 грудня 1989 року.
Тіссеранів параметр щодо Юпітера — 3,111.